# آدم رايت (لاعب دوري الرغبي)
آدم رايت (بالإنجليزية: Adam Wright)‏ هو لاعب دوري الرغبي أسترالي، ولد في 1975، وتوفي في 17 يوليو 1998.